# 爸爸的私生女
《爸爸的私生女》為2001年民視周六九點檔連續劇，原為民視八點檔備檔戲《冰點》，於2000年11月29日開鏡，後停拍，復拍劇名改為《真情感動天》，於2001年2月4日開工，後改名《愛在冬天》，歷經換製作人、換演員和換劇名，最後劇名改為爸爸的私生女，於2001年12月21日舉行試片，2001年12月22日於民視首播。

## 播出時間
| 頻道       | 所在地 | 播映日期       | 播出時間   |
| ---------- | ------ | -------------- | ---------- |
| 民視無線台 | 臺灣   | 2001年12月22日 | 周六 21:00 |

## 演員陣容

### 主要角色
| 演員         | 角色   | 角色介紹 |
| 江宏恩       | 林俊英 | 個性倔強，但心地善良、對愛執著。擁有藝術家的特質，但被逼著繼承家業，到日本學醫，因而造成性格壓抑，直至慧玉的出現，才讓他重新感覺到幸福的滋味。雖與慧玉沒有結合，但卻也因愛慧玉而有所蛻變           |
| 郭恒瑜(幼年) | 林俊英 | 個性倔強，但心地善良、對愛執著。擁有藝術家的特質，但被逼著繼承家業，到日本學醫，因而造成性格壓抑，直至慧玉的出現，才讓他重新感覺到幸福的滋味。雖與慧玉沒有結合，但卻也因愛慧玉而有所蛻變           |
| 韓瑜         | 林慧玉 | 率真、善解人意且活潑有生命力。出生時就沒有見過親生父親，在母親的安排下住進林家，認敏夫為父；長大後，她與俊英兩人相愛，卻被金緞所阻。但她的樂觀進取為林家帶來溫暖、希望，是一個讓人心疼又憐愛的女孩 |
| 蕭穎 (幼年)  | 林慧玉 | 率真、善解人意且活潑有生命力。出生時就沒有見過親生父親，在母親的安排下住進林家，認敏夫為父；長大後，她與俊英兩人相愛，卻被金緞所阻。但她的樂觀進取為林家帶來溫暖、希望，是一個讓人心疼又憐愛的女孩 |
| 王中平       | 楊大海 | 孤兒，講義氣，好打抱不平，個性樂觀進取。只要有錢賺的生意都做，就像拼命三郎，平常省吃儉用，夢想有一天能揚名立萬。對慧玉默默付出，是慧玉的哥兒們及支柱，他對慧玉是無私無悔的愛                       |
| 何建賢(幼年) | 楊大海 | 孤兒，講義氣，好打抱不平，個性樂觀進取。只要有錢賺的生意都做，就像拼命三郎，平常省吃儉用，夢想有一天能揚名立萬。對慧玉默默付出，是慧玉的哥兒們及支柱，他對慧玉是無私無悔的愛                       |
| 王百瑜       | 廖美靜 | 俊英的妻子，是個集三千寵愛於一身的女孩，性格倔強不肯輕易妥協。其強要來的婚姻，無論再如何努力的經營，仍無法得到丈夫的愛，她的好強不服輸為周遭的人帶來更大的傷害                                     |

### 其他角色
- 飾 林敏夫
- 王滿嬌 飾 林　母
- 張瓊姿 飾 劉金緞
- 張瑠瓊 飾 劉　母
- 林在培 飾 呂陽明
- 周筱雲 飾 周淑蘭
- 林秀玲 飾 張秀貞
- 趙永馨 飾 陳秋研
- 黃建群 飾 楊建興
- 周又珈 飾 阿　娟

### 特別客串
- 卓勝利 飾 鎮　長
- 鐘　天 飾 主持人
- 傅子純 飾 吳經理
- 楚　宣 飾 急診室護士

## 主題曲
- 片頭曲：愛著一個不該愛的人，作詞、作曲：林賢，主唱：龍千玉

## 外部連結
- 爸爸的私生女官方網站 （页面存档备份，存于）
- YouTube上的爸爸的私生女播放列表